# Portrait of a Lackey on Fire
«Portrait of a Lackey on Fire» (укр. «Портрет лакея у вогні») — восьма серія тридцять третього сезону мультсеріалу «Сімпсони», прем'єра якої відбулась 21 листопада 2021 року у США на телеканалі «Fox».

## Сюжет
У маєтку містера Бернса одна з його гончаків народила, і з Гомера роблять тренувального манекена для відточення «люті» цуценятами. Після підготовки Гомер помічає Вейлона Смізерса, який скиглить через те, що ніхто (навіть Бернс) його не любить. Гомер вирішує знайти йому пару-чоловіка.
Бернс віддає всіх цуценят, окрім одного, що не кусає, а лише облизує людей. Тим часом відомий модельєр і гей Майкл де Ґрааф, що приїхав у Спрінґфілд, вирішує забрати щеня. Гомер одразу ж відводить Майкла до Смізерса, і вони закохуються один в одного.
Смізерс вважає Майкла ввічливим, чарівним і уважним до його потреб, що робить Вейлона безмежно щасливим. Пара проводить разом усі вихідні. Бернс навіть не помічає відсутності Смізерса, бо зациклюється на складанні простого пазлу з 50 частин.
На вечірці, яку для пари влаштувала захоплена модельєром Мардж, Майкл оголошує, що хоче відкрити у Спрінґфілді свій новий виробничий завод. Однак, згодом під час відвідин Сімпсонами фабрики вони дізнаються про неекологічні методи роботи заводу — токсичні відходи що забруднюють довкілля…
Розуміючи, що Майкл цілком усвідомлює це, Гомер неохоче показує Смізерсу шкідливі наслідки бізнесу Майкла. Вейлон відкидає звинувачення, і звертається до Бернса за порадою. Однак, той лише схвалює де Ґраафа, бо він, фактично, — суперлиходій. Монті говорить, що швидка мода — це ще гірша галузь, ніж ядерна енергетика (ядерна енергетика хоча б приносить користь споживачам). Бернс лише радить Смізерсу вийти заміж за Майкла.
Вейлон намагається вблагати Майкла зупинити все, але Майкл відмовляється змінювати свої бізнес-практику. Зрештою, Смізерс збирається неохоче прийняти пропозицію Майкла залишитися у стосунках, забувши про недоліки і свої моральні принципи. Раптово через цуценя Майкла той забруднює свої модні штани і копає щеня. Побачивши це, Смізерс розлучається з модельєром. Майкл вилітає зі Спрінґфілда, але спочатку розбитий серцем Вейлон забирає цуценя собі. Він з радістю усвідомлює, що щеня запропонує йому беззастережну любов і вічне товариство, чого він найбільше хотів у відносинах.
У сцені під час титрів Смізерс вирішує дати Бернсу ще один пазл, щоб зайняти його після того, як Монті закінчив збирати перший.

## Виробництво
Сценарій серії написано дуетом батька і сина сценаристів Робом Лазебником і його сином Джонні, який також є геєм. Джонні описав свій перший досвід написання сценарію для «Сімпсонів» як «вражаючий і повноцінний». В інтерв'ю виданню «New York Post» Джонні розповів:
|  | Так часто гей-романи є підсюжетом, натяком на нього або показаним у якомусь монтажі чи як резонанс. І те, що, на мою думку, мене дуже схвилювало, у цьому епізоді ми бачимо, чим це закінчується гей-відносини, по-справжньому вникаємо в суть того, як геї зустрічаються, [будують] одностатеві відносини, і що це таке. Для мене було справді особливим виділити персонажів, які не є головоломними, а повністю сформованими. |

Роль друга Смітерса Майкла також озвучив канадський актор-гей Віктор Ґарбер. Він сказав, що для нього роль в анімаційному серіалі «стала свого роду нагадуванням про те, як багато чого змінилося, а також як він розвивався».
За словами Джонні Лазебника, для епізоду підбирали багато назв. Одним з варіантів, який він пропонував, був «The Old Queen's Gambit» (укр. «Гамбіт старого ферзя»).
Запрошена зірка модельєр Христіан Сіріано не лише озвучив самого себе в серії, а також був дизайнером переробленої на вечірці сукні Ліси Сімпсон.
У ранній версії сценарію, по озеру з пледів мав пливти Завгосп Віллі, співаючи шотландську пісню. Однак, через брак часу сцену вирізали.
Спочатку епізод мав закінчуватись жартом про гей-стосунки: хоча Смізерс не зустрічається з Майклом, але вони досі контактують між собою. Автором жарту є Роб Лазебник, але через брак часу сцену вирізали.

## Цікаві факти та культурні відсилання
- У сцені, коли Смізерс переглядає профілі у додатку для знайомств, оприлюднюється, що Диско Стю — бісексуал[7].
- Постер до мюзикла про Стейсі Малібу на стіні у Вейлона — відсилання до найпершого епізоду «Сімпсонів», написаного Робом Лазебником, «Homer vs. Dignity» з 12 сезону[8].
- Уїдливі коментарі Майкла про одяг Спрінґфілдців — відсилання до шоу «Королівські перегони Ру Пола»[9].
- Сцена роботи фабрики Майкла і зображенням швидкої моди натхненна серіалом «Чорнобиль»[10].

## Ставлення критиків і глядачів
Під час прем'єри серію переглянули 3,97 млн осіб, з рейтингом 1.2, що зробило її найпопулярнішим шоу на каналі «Fox» тієї ночі і найпопулярнішим епізодом 33 сезону.
Тоні Сокол з «Den of Geek» дав серії чотири з половиною з п'яти зірок, назвавши епізод «розумним, емпатичним і гірким»:
|  | Серія — це свято, присвячене найзакритішій іконі серіалу… Наповнена інсинуаціями його [Смізерса] розмова з босом, містером Бернсом, включає одну з найрозумніших сцен серіалу… Тут [Смізерсу] дарують наймодніший аксесуар, — повністю реалізований епізод. (…) «Portrait of a Lackey on Fire» потурає, але несподіваними способами, завдяки яким гумор надходить регулярно, але ніяк не рівномірно. Ця серія працює більше як дослідження персонажів, ніж як фестиваль жартів… |

Маркус Ґібсон із сайту «Bubbleblabber» оцінив серію на 7,5/10, сказавши, що «незважаючи на те, що історія не була абсолютно новою, цей епізод є ще одним відповідним прикладом репрезентації ЛГБТК у шоу та привабливою демонстрацією закритого персонажа Спрінґфілда».
У січні 2022 року сценаристи серії Роб і Джонні Лазебник були номіновані на премію Гільдії сценаристів Америки в області анімації 2021 року.
Згідно з голосуванням на сайті The NoHomers Club більшість фанатів оцінили серію на 3/5 із середньою оцінкою 3,02/5.